# Pastís de vellut vermell
El pastís de vellut vermell és un pastís de color roig, carmesí o escarlata amb capes de crema de mantega. Les receptes tradicionals no utilitzen colorants alimentaris, i el color vermell és degut al cacau ric en antocianina i, possiblement, a causa de l'ús de sucre roig. La reacció del vinagre àcid i el sèrum de mantega tendeix a revelar millor l'antocianina roja del cacau i manté el pastís humit, lleuger i esponjós.
Els ingredients comuns són sèrum de mantega, mantega, cacau en pols, vinagre i farina, i es pot utilitzar suc de remolatxa o colorant alimentari vermell per al color.

## Història
Al segle xx, el pastís de vellut vermell de molla suau i vellutada, era considerat unes postres de luxe, en contrast amb el pastís més comú i de molla més gruixuda. Al voltant del tombant del segle xx es va introduir el devil's food cake, que es considera el precedent del pastís de vellut vermell. La diferència clau entre els dos pastissos és que el devil's food cake utilitza xocolata i el pastís de vellut vermell utilitza cacau.
Quan els aliments es racionaven als Estats Units d'Amèrica (EUA) durant la Segona Guerra Mundial, a les pastisseries feien servir suc de remolatxa bullida per a millorar el color dels seus pastissos. El pastís i la seva recepta original són coneguts als EUA pel famós hotel Waldorf-Astoria de la ciutat de Nova York. El gelat de formatge crema i el gelat de crema de mantega són variacions que n'han fet augmentar la popularitat.
El color roig s'utilitza sovint a les celebracions del Juneteenth per a simbolitzar el vessament de sang en la lluita contra l'esclavitud. També s'utilitza per a recordar la vida dels avantpassats negres abans de l'emancipació, ja que honra aquells que no van tenir l'oportunitat de tastar les llibertats contemporànies. En general, els aliments i les begudes roges que es consumeixen habitualment durant el Juneteenth tenen relació amb les nous de cola l'hibisc, dos aliments de l'Àfrica Occidental. En la tradició dels pobles ioruba i kongo de l'Àfrica Occidental, les coses de color roig simbolitzen els poders espirituals divins. Tanmateix, el pastís de vellut vermell es va introduir a la dècada del 1930 quan es va desenvolupar el colorant alimentari vermell. Des de llavors, el pastís es va convertir en part de la cuina afroamericana. El color roig també simbolitza l'alegria, fet que explica el seu ús com a pastís de celebració de les comunitats negres. Es considera que el pastís té els seus orígens l'any 1911 quan Rufus Estes, un antic esclau i xef, va incorporar una recepta pdel pastís de vellut vermell al seu llibre de cuina.

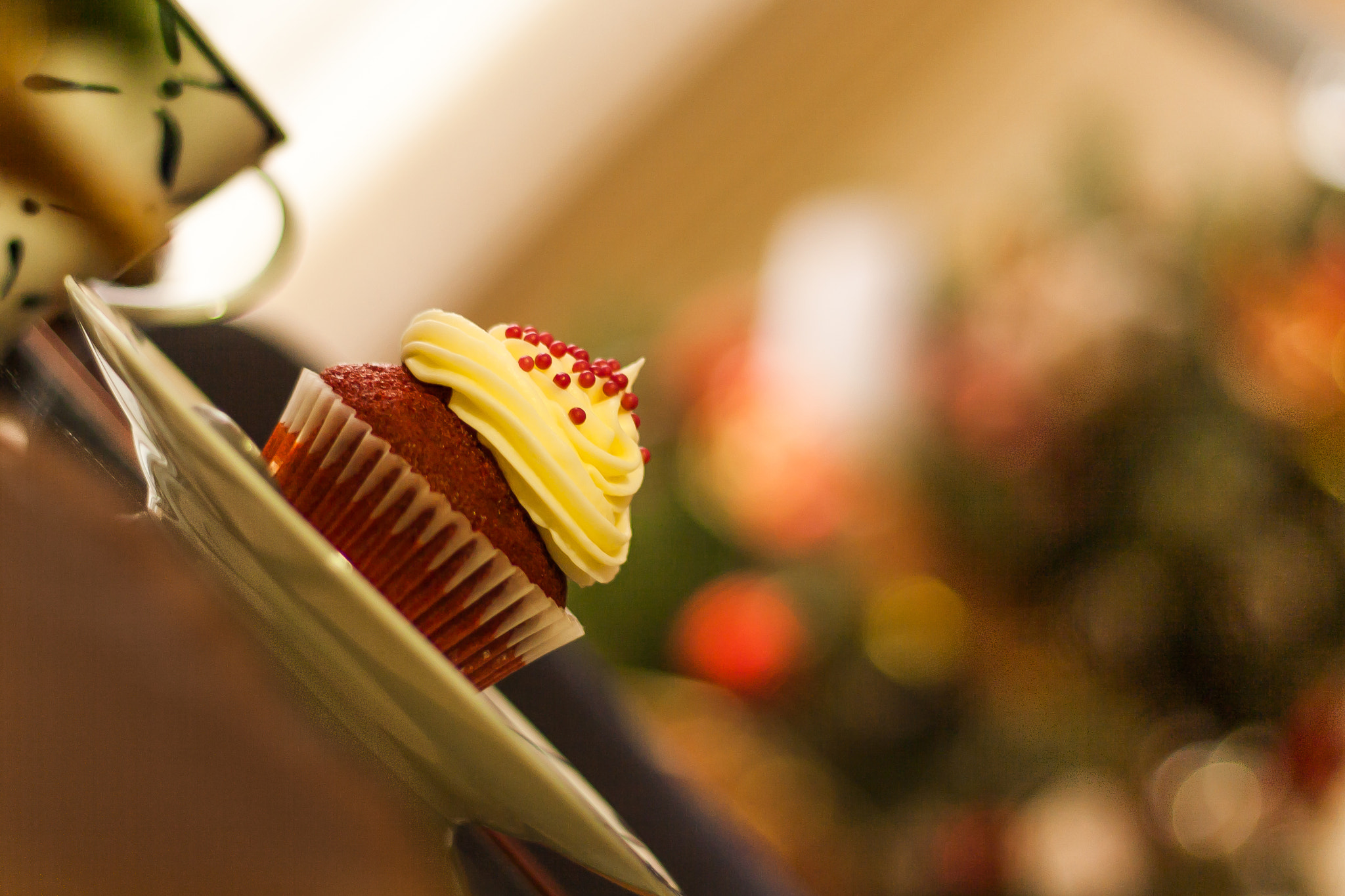
Magdalena de vellut vermell

Al Canadà, el pastís era unes postres conegudes als restaurants i fleques de la cadena de grans magatzems Eaton's als anys 1940 i 1950. Des de finals del segle xx, el pastís i les magdalenes de vellut vermell s'han tornat cada cop més populars als EUA i a molts països europeus, especialment pels volts de Nadal i més recentment (des de la dècada de 2010) el Dia de Sant Valentí. Hi ha qui atribueix un ressorgiment de la popularitat d'aquest pastís a la pel·lícula Magnòlies d'acer de 1989, que incloïa un pastís de noces de vellut vermell fet en forma d'armadillo.